# ザ・サンクチュアリ
ザ・サンクチュアリ（英: The Sanctuary）は、イングランド南西のカウンティであるウィルトシャーにあるエーヴベリーの村近郊に位置するストーンサークル（環状列石）と木柱サークル（環状木柱列）の環状遺跡である。発掘により54の立石の穴と62の柱穴の位置が明らかになっている。円環は、後期新石器時代から青銅器時代にかけての西暦紀元前3000-前900年の時代にわたって、ストーンサークル建造様式の慣習であった。そうした遺跡の目的は明らかでないが、それらの石はサークルを築くための超自然的な構成要素であったと推測されている。
ザ・サンクチュアリは、オーバートン・ヒルに構築され、ウェスト・ケネット・ロング・バロウやイースト・ケネット・ロング・バロウのような、より古い前期新石器時代の遺跡が見渡せる。そこはウェスト・ケネット・アヴェニューを経て、後期新石器時代のエーヴベリーの環状遺跡（ヘンジ）およびストーンサークルにつながっていた。また、その付近には、先史時代のリッジウェイ (The Ridgeway) の経路およびいくつかの青銅器時代の墳丘がある。
18世紀初頭、遺跡は1723年より好古家ウィリアム・ステュークリによって記録されたが、立石はその後まもなく地元の農民により取り去られ、破壊された。ザ・サンクチュアリは、1930年にベン・カニングトンとモード・カニングトンにより考古学的発掘がなされ、その後、先史時代の柱の位置がコンクリートの杭により示されている。現在、イングリッシュ・ヘリテッジの保護下にある指定遺跡 (Scheduled monument) の1つであり、ストーンヘンジ、エーヴベリーと関連する遺跡群の一部として国際連合教育科学文化機関（ユネスコ、UNESCO）の世界遺産（文化遺産）にも登録され、周年訪問者に開放されている。

## 位置

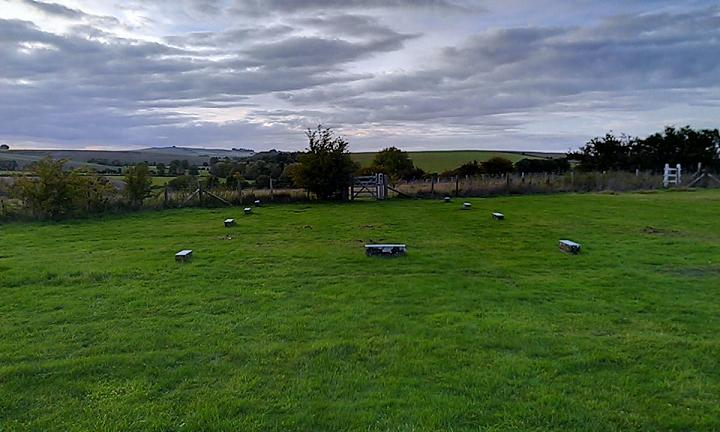
ウェスト・ケネット・アヴェニューがザ・サンクチュアリにつながる場所

ザ・サンクチュアリは、エーヴベリーの南東 2.4キロメートル (1.5 mi) 、マールボロ の西 7.2キロメートル (4.5 mi) にあり、オーバートン・ヒルを通る幹線道路 A4 の南側に位置する。ケネット川の低地を一望できる場所にあり、オーバートン・ヒルに位置するザ・サンクチュアリからは、ウェスト・ケネット・ロング・バロウやイースト・ケネット・ロング・バロウ、ウィンドミル・ヒルなど、景色のなかにいくつかの前期新石器時代の遺跡を眺望できる。
ザ・サンクチュアリが構築された場所には、かつてのヒトの営みが見られる。ここには発見されたピーターバラ陶器 (Peterborough ware) の散らばっていることが認められており、遺跡の北数百メートルにおよぶとも思われる。
ザ・サンクチュアリは、ウェスト・ケネット・アヴェニューと称される道（アヴェニュー）につながる。ウェスト・ケネット・アヴェニューは、エーヴベリーの環状遺跡まで石の列が延びており、ザ・サンクチュアリに接続する地点は、道の始まりないし終わりと見られていたものと考えられる。

## 背景
紀元前4千年紀-前3千年紀の前期新石器時代から後期新石器時代への移行においては、実用的、技術的継続が多く見られたが、築かれた遺跡の様式にはかなりの変化があり、特に現在のイングランドの南部や東部では顕著であった。紀元前3000年までの前期新石器時代に主流であった長塚（ロング・バロウ）、周溝 (Causewayed enclosure) およびカーサスは築かれなくなり、多様な種類の円墳に取って代わった。これらには、環状の土塁と濠のヘンジ、木柱サークル、それに紀元前18世紀頃からのストーンサークルなどがある。ストーンサークルは、ブリテン島の南東側を除いて、石が利用可能なイギリスのほとんどの地域で見られ、サウス・ウェスト・イングランドやスコットランドの北東部アバディーン付近に最も多い。それらの建造様式の慣習は、紀元前3300年から前900年まで2400年間続き、その建造の主たる時代は紀元前3000-前1300年にかけてであったと考えられる。
現在のウィルトシャーの地域にも、多様なストーンサークルが構築され、そのなかで最もよく知られるのは、ストーンヘンジとエーヴベリーである。ウィルトシャーに知られるものは、ほとんどが地形的に低い場所に建造されている。

## 構成

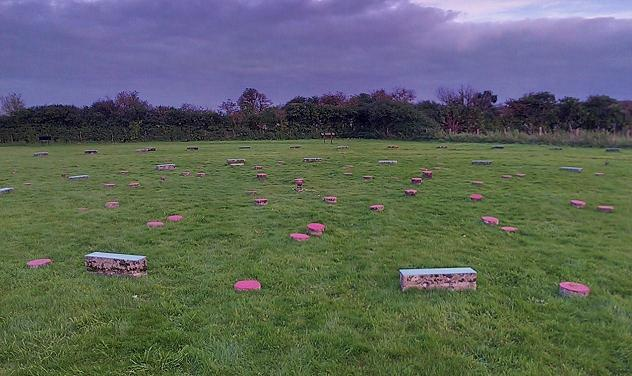
ザ・サンクチュアリに建てられた位置を示すコンクリートの杭

ザ・サンクチュアリは、全径約 40メートル (130 ft) の2つの同心円状の環からなることが発掘により明らかになっている。2つのストーンサークルは、6重の同心円状の柱穴の円環が囲んでおり、かつて木柱が立っていた場所を示している。
この遺跡における最初の取り組みは紀元前3000年頃であり、直径 4.5メートル (15 ft) の円環が7本の木柱により構築され、その中央に1本の柱があるもので、丸い小屋と推定されている。その後100-200年のうちに当初の環は拡張され、第2の円環が加えられて、直径 11.2メートル (37 ft) となった。第3の拡張は、後期新石器時代とされ、33本の柱による3番目の円環が追加されて直径 20メートル (66 ft) の円形になり、同じ時代のうちに15ないし16のサルセン石により直径 15メートル (49 ft) の内側のストーンサークルが取り入れられ、その中間の環は、石と柱の内壁をなしていた。
最終的には、42のサルセン石により直径 40メートル (130 ft) の境界の環を形成した。これはエーヴベリーの環状列石とと同時代に建てられたものとも考えられ、ザ・サンクチュアリからエーヴベリーに至るウェスト・ケネット・アヴェニュー入口を示す2つの石があった。

## 目的
この遺跡が1930年にベン・カニングトンとモード・カニングトン夫妻により初めて発掘された時、ストーンヘンジに相当する木材のものとして説明された。162本の柱穴が発掘され、いくつかの二重の柱があり、柱の痕跡 (Postpipe) もまだ見られた。また、後の段階においては、道（アベニュー）によるザ・サンクチュアリとエーヴベリーとのつながりに重きが置かれ、2つの遺跡の性質は異なるが補完的な目的を果たした可能性を示唆している。
木柱で茅葺き屋根を支えたとも考えられる当初の小屋は、地位のある賢人の住居であったとの推測もされている。もう1つにそれは死の家 (Mortuary house)としての役目を果たしたともいわれる。
1930年の発掘において、新石器時代の陶器および動物の骨がカニングトンにより発掘されており、それはこの場所にいくらかの居住活動が見られたことを示している。また、若い女性の遺体が内側のストーンサークルの東側の石の傍らに埋葬されたことが明らかになった。彼女は1つのビーカーとともに葬られていた。
構造物が何の目的を担っていたのかは不透明なままである。何百年もの間使用されてきた場所として、おそらくその用途は、建築形態と同様に、長い年月を重ねるにつれて大きく変化したものと考えられる。

## ウィリアム・ステュークリ

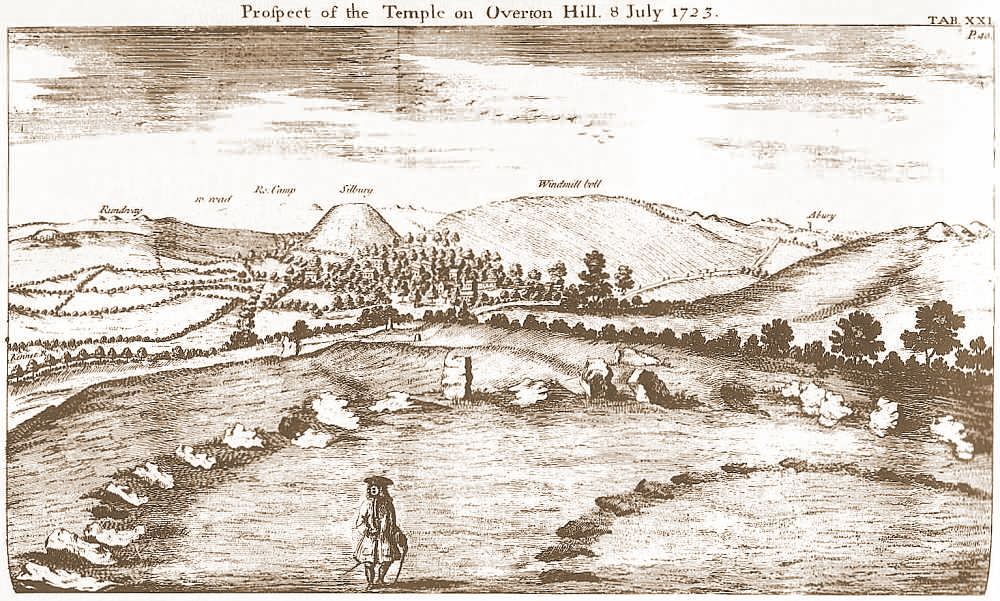
ウィリアム・ステュークリによる1723年のザ・サンクチュアリの描画

18世紀初頭、この遺跡は大部分が破壊されたが、それはウィリアム・ステュークリが訪れ、そこを描写し得てからであった。
ザ・サンクチュアリは、好古家ウィリアム・ステュークリによって観察された。ステュークリは1723年7月8日にこの遺跡を描き、それを "Temple of Ertha" （エルザの神殿）と呼んだ。これはタキトゥスの『ゲルマニア』から発想を得たステュークリ自身による "Hertha" からの変名であった。ストゥークリが戻り、1724年5月18日にザ・サンクチュアリでさらに実地調査をした時、ストゥークリは代わってそれを "Temple on Overton Hill" （オーバートン・ヒルの神殿）と称している。ステュークリは、地元の人はそこを「ザ・サンクチュアリ」と呼ぶと記した。しかし、後の考古学者ステュアート・ピゴットは、これは「地方の民間伝承にしてはかなり怪しい名前であり、17世紀あたりの好古趣味が働いていることが示唆される」としている。
ステュークリのザ・サンクチュアリの描画は、それらを楕円に描いているが、後の発掘によりほぼ完全な円形であることが明らかになった。ステュークリはその後、その円はこの一帯にわたり巨石で標示された大きなヘビの頭を表しているという考えを提示した。ステュークリはまた、地元の農民によるザ・サンクチュアリの破壊を記録している。

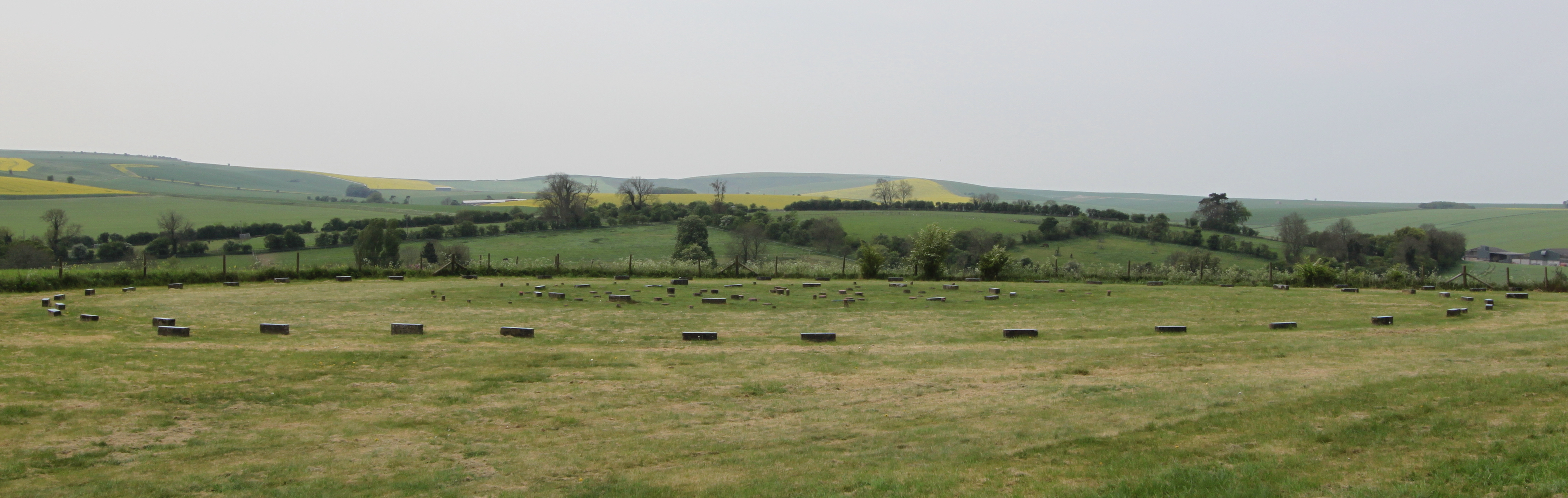
ザ・サンクチュアリ

### 関連文献
- Burl, Aubrey (1979). Prehistoric Avebury. New Haven and London: Yale University Press. ISBN 9780300023688
- Gillings, Mark; Pollard, Joshua; Wheatley, David; Peterson, Rick (2008). Landscape of the Megaliths: Excavation and Fieldwork on the Avebury Monuments, 1997–2003. Oxford: Oxbow. ISBN 978-1-84217-313-8